# Trappola per sette spie
Trappola per sette spie è un film del 1967 diretto da Mario Amendola.